# Cameron Birrell
Cameron Birrell (* 13. August 1990 in Pretoria) ist ein südafrikanischer Eishockeyspieler, der seit 2023 beim Wild Hogs Hockey Club Arosa in der 3. Liga Ostschweiz, der sechsten Schweizer Spielklasse, spielt.

## Karriere
Cameron Birell ging als 18-Jähriger nach Nordamerika und spielte dort zwei Jahre bei den Michigan Mountain Cats in der Great Lakes Junior B Hockey League. 2010 kehrte er nach Südafrika zurück und spielte für die Pretoria Warriors in der südafrikanischen Liga. Bereits 2011 verließ er seine Heimat erneut. Diesmal zog es ihn nach Großbritannien, wo er in der Spielzeit 2011/12 in der drittklassigen English National Ice Hockey League zunächst bei den Oxford City Stars und anschließend für die zweite Mannschaft der Cardiff Devils auf dem Eis stand. Aber noch während der laufenden Saison kehrte er zu den Pretoria Warriors in seine Geburtsstadt zurück. Ab 2012 stand er mehr als ein Jahrzehnt bei den Pretoria Capitals in der Gauteng Province Hockey League unter Vertrag, bevor er 2023 zum Wild Hogs Hockey Club Arosa in die sechstklassige 3. Liga Ostschweiz wechselte.

### International
Birrell stand bereits bei den U18-Weltmeisterschaften 2006, 2007 und 2008 sowie bei der U20-WM 2008 für sein Heimatland in der Division III auf dem Eis.
In der Herren-Nationalmannschaft debütierte er als erst 16-Jähriger bei der Weltmeisterschaft 2007 in der Division III, als sein Team lediglich gegen die Mongolei gewinnen konnte und so Vorletzter dieser untersten Stufe der Weltmeisterschaften wurde. Ein Jahr später gelang mit Platz zwei beim Turnier in Luxemburg hinter Nordkorea der Aufstieg in die Division II. Dort konnte die Mannschaft um Birrell jedoch nicht reüssieren und musste bei der WM 2009 nach einer 0:2-Niederlage im entscheidenden Spiel gegen Mexiko wieder absteigen. Bei der Division-III-WM 2011 konnten die Südafrikaner beim Turnier in Kapstadt dann ihren Heimvorteil nutzen und stiegen als Zweiter hinter Israel erneut in die Division II auf. Birrell trug dazu mit vier Toren und sechs Vorlagen bei. Aber wie schon 2009 erwies sich auch 2012 die Division II für das Team um Birrell als eine Nummer zu groß und so ging es wieder herunter. Die Südafrikaner hatten sich inzwischen zu einer regelrechten Fahrstuhlmannschaft entwickelt, denn 2013 endete das Division-III-Turnier mit dem wiederholten Aufstieg der Mannschaft vom Kap. Bei der Weltmeisterschaft 2014 konnten sich die Südafrikaner dann erstmals seit 2003 in der Division II halten und Birrell wurde zum besten Spieler seiner Mannschaft gewählt. Auch 2015 spielte er in der Division II. Nach dem Abstieg dort, spielte er 2016, als er die beste Bullybilanz des Turniers aufwies, 2017, 2022, als er zum besten Abwehrspieler des Turniers und besten Spieler seiner Mannschaft gewählt wurde, 2023 und 2024 wieder in der Division III. Zudem vertrat er seine Farben bei der Qualifikation zu den Olympischen Winterspielen in Mailand 2026.

## Erfolge und Auszeichnungen
- 2008 Aufstieg in die Division II bei der Weltmeisterschaft der Division III
- 2011 Aufstieg in die Division II, Gruppe B, bei der Weltmeisterschaft der Division III
- 2013 Aufstieg in die Division II, Gruppe B, bei der Weltmeisterschaft der Division III
- 2022 Aufstieg in die Division III, Gruppe A, bei der Weltmeisterschaft der Division III, Gruppe B
- 2022 Bester Verteidiger bei der Weltmeisterschaft der Division III, Gruppe B